# Schlacht bei Fleurus (1690)
Philippsburg – Koblenz – Walcourt – Bantry Bay – Mainz – Bonn – Fleurus – Beachy Head – Boyne – Staffarda – Québec – Mons – Cuneo – Leuze – Aughrim – Barfleur/La Hougue – Namur 1 – Steenkerke – Lagos – Neerwinden – Marsaglia – Charleroi – Torroella – Camaret – Texel – Sant Esteve d'en Bas – Gerona – Dixmuyen – Namur 2 – Brüssel –  Ath – Cartagena – Barcelona
In der Schlacht bei Fleurus errangen am 1. Juli 1690 französische Truppen im Pfälzischen Erbfolgekrieg unter François-Henri de Montmorency-Luxembourg einen Sieg über alliierte Truppen aus den Niederlanden, Deutschland, Spanien und Großbritannien unter dem Oberbefehl des Generals Georg Friedrich zu Waldeck.

## Vorgeschichte
Im Pfälzischen Erbfolgekrieg sahen die Parteien Flandern als entscheidenden Kriegsschauplatz an und ließen dort starke militärische Kräfte aufmarschieren. Ludwig XIV. ernannte nach der Niederlage in Walcourt 1689 zu Beginn des Feldzuges von 1690 den Marschall François-Henri de Montmorency-Luxembourg zum Oberbefehlshaber in Flandern. Auf der Gegenseite kommandierte Graf Georg Friedrich zu Waldeck die alliierten niederländischen, spanischen und Reichstruppen. 
Die Alliierten drangen Mitte Juni in den Hennegau ein. Daraufhin marschierte die inzwischen verstärkte französische Armee unter Luxemburg an den Fluss Sambre und traf dort am 28. Juni ein. Luxemburg beschloss eine Schlacht zu suchen, ehe die Verbündeten durch brandenburgische und Lütticher Truppen verstärkt werden konnten.

## Verlauf
Die Verbündeten nahmen am 1. Juli bei Fleurus Schlachtstellung ein. Die Truppen waren wie damals üblich aufgestellt in zwei langen Linien aus Infanterieeinheiten, geschützt von der Kavallerie. Der rechte Flügel lehnte sich an Heppignies an, vor der Front lag Fleurus. Einen frontalen Angriff auf die Mitte behinderte der Fluss Omre. Den Ort besetzte man nicht. Der linke Flügel lag hinter St. Amand. Die 60 Geschütze postierte man in zehn Batterien vor der Front. 
Bei Tagesanbruch ließ Luxemburg die Stellungen der Gegner erkunden und formierte seine Armee zur Schlacht. Der linke Flügel und das Zentrum standen in zwei Treffen zwischen Baulet und dem Schloss von Ligny. Den von Luxemburg selbst kommandierten rechten Flügel, bestehend vor allem aus Kavallerieeinheiten, postierte er verdeckt hinter Ligny.  
Marschall Luxemburg hatte die Absicht, mit dem linken Flügel und dem Zentrum die Kräfte des Gegners so lange zu binden, bis er mit dem rechten Flügel den linken Flügel des Gegners umgangen haben würde und ihn von dort aus wirkungsvoll würde angreifen können. Mit der Aufteilung seiner Kräfte ging Luxemburg ein großes Risiko ein; wegen der Geländeverhältnisse konnte der Marschall jedoch hoffen, diese Bewegung unbemerkt durchführen zu können. Insbesondere konnte er darauf bauen, dass Waldeck mit einem derart riskanten Unternehmen gar nicht rechnen würde.
Das französische Zentrum und der linke Flügel marschierten nach Fleurus und legten einige Geschützbatterien in den Ort. Schließlich postierten sie sich auf einem Plateau, das dem gegnerischen rechten Flügel gegenüberlag. 
Bei diesem Manöver waren die französischen Truppen feindlichem Geschützfeuer stark ausgesetzt. Aus der Reserve teilte man 30 Geschütze diesem Bereich zu, worauf ein heftiges Artillerieduell entbrannte. Zusätzlich griff die Kavallerie noch an. Diesen Angriffen hielt der Gegner allerdings weiter stand. 
Inzwischen hatte Marschall Luxemburg auf Pontonbrücken den Fluss Omre überschritten. Nachdem er sein Umgehungsmanöver unbemerkt vollendet hatte, griff er die Alliierten von zwei Seiten an, in ihrer Flanke und in ihrem Rücken. Gleichzeitig gingen auch die übrigen französischen Truppen gegen heftiges Geschützfeuer zum Angriff über. 
Dem Angriff von zwei Seiten widerstanden die Alliierten nicht; um sieben Uhr abends befahl Waldeck den Rückzug. Unter den Angriffen der französischen Kavallerie artete er bald zur wilden Flucht des größten Teils der Armee aus. Nur vierzehn Bataillone konnte Waldeck noch beisammenhalten. Nachdem auch die Reste der alliierten Kavallerie geschlagen worden waren, wehrte die Infanterie noch zwei französische Angriffe ab, ehe auch sie floh.

## Folgen
Obwohl die Alliierten in der Schlacht starke Verluste erlitten, entschied es den Krieg nicht. Es gelang Waldeck, sich nach Brüssel zurückzuziehen und seine Armee vor allem aus spanischen und deutschen Truppen neu aufzubauen. Zusammen mit den brandenburgischen Truppen hatten die Alliierten im August 1690 50.000 Mann in Flandern stehen. Nach dem Sieg am Fluss Boyne in Irland stießen 1691 auch englisch-niederländische Kräfte hinzu und König Wilhelm III. übernahm das Kommando.